# Skipiste

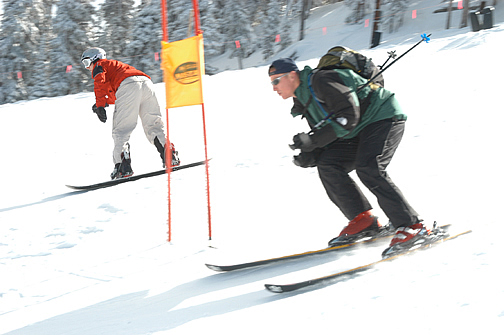
Een snowboarder (links) en een skiër (rechts) op een skipiste

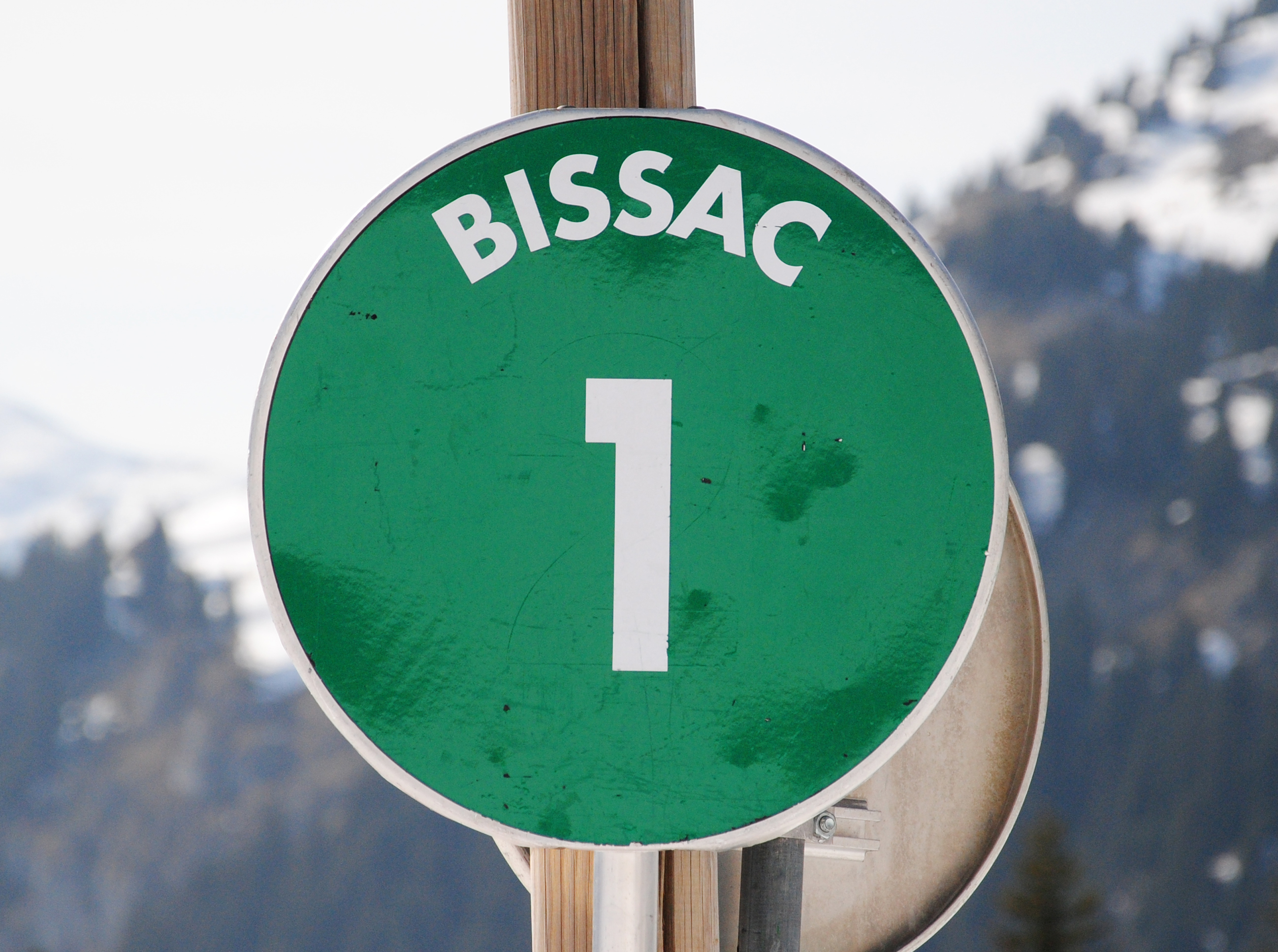
Bordje van een groene piste in Flaine, Frankrijk

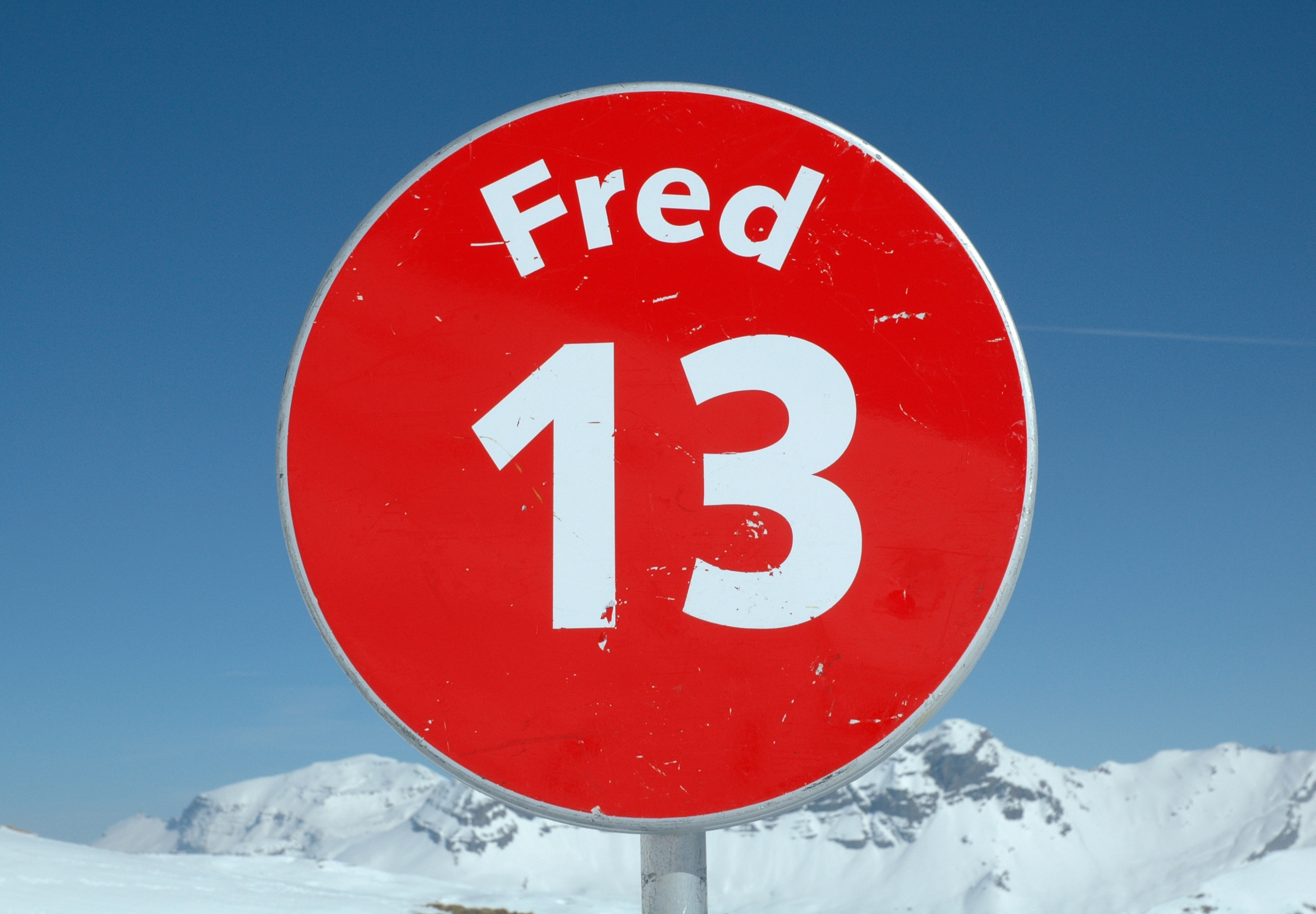
Bordje ter aanduiding van een rode piste

Een skipiste of piste is een gemarkeerde zone waarin men kan skiën in een skigebied.  Meestal heeft men met piste-onderhoudsmachines de sneeuw bewerkt of samengedrukt zodat een redelijk veilige, stabiele sneeuwmantel ontstaat waarop men zonder veel problemen kan skiën. Buiten de pistemarkering kan de kans op lawines vele malen groter zijn.
In een skigebied met alpiene pistes vindt men ook Fun-parks terug voor de snowboarder en de freestylers.

## Pistekleuren
Pistes hebben een verschillende moeilijkheidsgraad. Die is veelal afhankelijk van de breedte en de hellingsgraad van de piste er zijn een aantal verschillende kleuren dat zijn de kleuren wit de makkelijkste kleur (deze kleur is in maar 3 of 4 landen te vinden), groen, blauw, rood en zwart.
Voor voetgangerspaden gebruikt men dikwijls gele aanduidingen.  
- Geen kleur of wit: babypistes, gewoonlijk de piste waarop de skischool met de kleuters een skicrèche organiseert, of met de jongste kinderen de eerste lesjes houdt of een familiepiste.
- Groen: Dit is de gemakkelijkste piste. Hierin zitten enkele korte hellingen, maar in het algemeen is dit een platte piste. Sommige groene pistes worden aangeduid met een groen-gele aanduiding, dat wijst erop dat de men de piste moet delen met voetgangers.
- Blauw: Dit is de 'normale' piste. Ze kan door iedere beginner genomen worden.
- Rood: Dit is een moeilijker piste. Iedere gevorderde skiër kan er gewoon af skiën.
- Zwart: Dit is een zware piste. Ongeschikt voor ongeoefende skiërs.
- Soms gebruikt men gele aanduidingen voor pistes die wel gemarkeerd zijn, maar niet geprepareerd. In praktijk zijn deze pistes het moeilijkst en verraderlijkst, ook omdat onvolkomenheden niet worden verholpen.

Het lijkt dat de pistes in Frankrijk nog 'rood' zijn als ze in Oostenrijk al 'zwart' zijn, als men alleen de gemiddelde hellingsgraad van de piste beschouwt. In de verschillende landen wordt niet alleen rekening gehouden met de gemiddelde hellingsgraad, maar ook de hoogste hellingsgraad, de breedte en de omgeving spelen een rol. Zo is een smalle piste op een richel (naast een steile val) gevaarlijker dan een  brede piste naast een bos of andere façade van de berg. Passages waarbij de skiër een helling in 'schuss' moet nemen (recht omlaag langs de vallijn skiën) om aan de andere zijde de lichte helling op te kunnen zonder te moeten klimmen, maakt van de piste een moeilijker categorie dan een piste waarbij men bochten kan blijven maken tot de hellingsgraad vermindert. Uiteraard beïnvloeden het weer en de sneeuwcondities ook de moeilijkheidsgraad, zodat een zwarte piste een dag na sneeuwval en na preparatie makkelijker zal zijn dan een rode piste waarvan de sneeuw volledig platgeskied en verijsd is.

## Kaarten, markering, nummering en bewegwijzeringen
Naast de markering kennen pistes ook nummering en bewegwijzering. Op deze wijze kan men bij een kruising zeker weten dat men de juiste richting neemt, met name omdat het vrijwel ondoenlijk is om op een skipiste om te keren en weer terug naar de kruising te 'klimmen'. Wegwijzers geven meestal de naam van de afdaling, de moeilijkheidsgraad, de lengte, het nummer en de eindbestemming (liftstation, restaurant, hotel, dorp) aan. Ook zijn pistekaarten verkrijgbaar van het hele gebied, zodat skiërs aan de hand van de kaart hun route kunnen uitstippelen. Op het internet zijn interactieve pistekaarten te vinden.
Aangezien het met name boven de boomgrens lastig is de piste te herkennen (vooral bij slecht weer), wordt de piste gemarkeerd met stokken. Om de zoveel stokken wordt de naam (of het nummer) en een volgnummer voor alle duidelijkheid herhaald.

## Hobbels

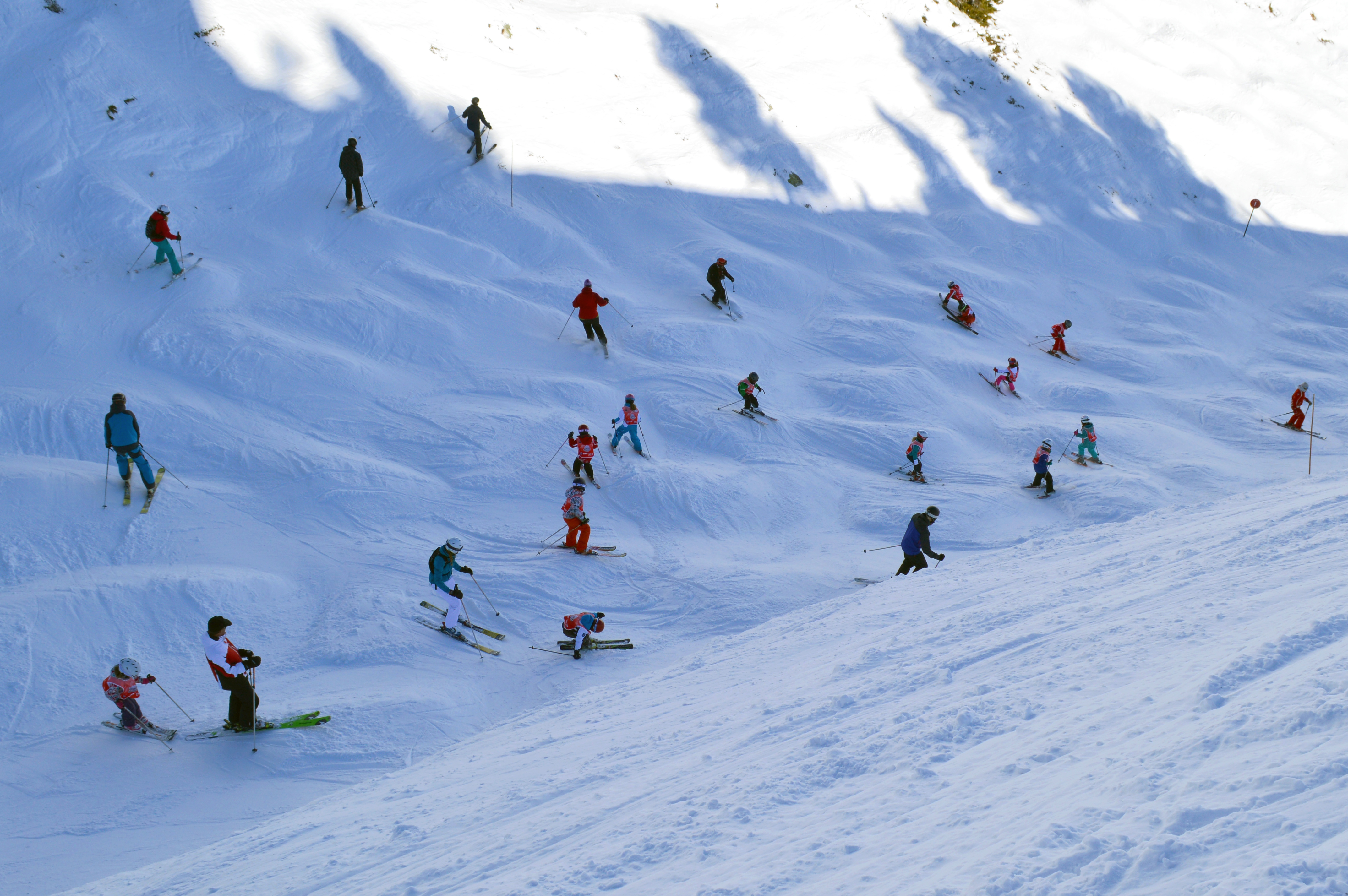
Een skischool neemt een piste met hobbels in Les Arcs.

Op skipistes vormen zich meestal hobbels, waar de skiërs remmen om een bocht te maken. Deze hobbels heten in het Duits buckels. Een piste met veel van dergelijke buckels noemt men een buckelpiste. Buckel is in het Engels mogul. Wanneer zich eenmaal buckels hebben gevormd zullen ze in stand blijven en zelfs groeien omdat skiërs op de reeds gevormde sporen om de buckels heen skiën, en daarbij de sporen steeds dieper maken. Buckels maken het skiën moeilijker. Daarom zal men ze opzettelijk in stand houden op moeilijker pistes en wegwerken op plaatsen waar ze ongewenst of gevaarlijk zijn.